# Mars Exploration Rovers
A missão Mars Exploration Rovers ou Veículos Exploradores de Marte, consiste no envio a Marte pela NASA, de dois pequenos veículos (rovers) geológicos gêmeos, equipados com diversos instrumentos modernos de exploração do meio ambiente, capazes de se locomover em Marte, a fim de procurar respostas sobre a existência de água no planeta.
Cada veículo foi transportado em seu próprio foguete e pousaram na região equatorial de Marte, no espaço de alguns dias de diferença, um em cada lado do planeta.
Os veículos (rovers) foram denominados de Spirit e Opportunity.
O veículo Spirit foi lançado em 10 de junho de 2003 e o veículo Opportunity foi lançado em 7 de julho de 2003.
Spirit pousou em Marte em 3 de janeiro de 2004 e o Opportunity pousou em 24 de janeiro de 2004, horários UTC.
A missão Mars Exploration Rover é parte do programa de exploração de Marte pela NASA, sob os cuidados do Laboratório de Jato-propulsão - JPL em um programa de longa duração para a exploração robótica de Marte.

## Objetivos da missão
O principal objetivo dos veículos é explorar as rochas e os solos de Marte a procura de indícios da existência de água em Marte.
Os veículos pousaram em lados opostos de Marte em regiões que se supõe que tenham sido afetadas pela ação da água. Spirit pousou na região denominada de Cratera de Gusev , onde no seu interior, possivelmente tenha existido um lago.
Opportunity pousou em uma região denominada de Meridiani Planum, onde aparentemente depósitos de minerais teriam sido formados devido a ação da água, como a hematita, sugere que a região teve um passado úmido.
Após um pouso controlado com o auxílio de airbags e de retrofoguetes, cada veículo desceu de seu aterrizador e caminhou pelo solo de Marte, tirando diversas fotos.
Os cientistas analisam estas fotos, escolhem as rochas e solos mais interessantes para serem geologicamente estudados e orientam os veículos a se dirigirem aos seus alvos de pesquisa.
Globalmente as missões enviadas a Marte visam:
- Determinar se houve vida no passado de Marte.
- Estudar o clima de Marte.
- Estudar a geologia de Marte.
- Preparar caminho para a exploração humana.

## Os nomes das Sondas
A NASA lançou a campanha "Name the Rovers" (Dê nome aos veículos exploradores), em parceria com a tradicional indústria de brinquedos LEGO, fabricante da linha LEGO Technic, cujas peças são utilizadas na construção de modelos robóticos.
A LEGO conduziu o processo de seleção em conjunto com a The Planetary Society em uma competição literária estudantil. Nela, os estudantes deveriam escolher o nome dos veículos, apenas tendo o conhecimento de que eram provisoriamente denominados de MER-A e MER-B.
As sondas foram nomeadas de Spirit e Opportunity pela vencedora da competição, a estudante Sofi Collis, uma órfã de nove anos de idade, de origem russa, matriculada numa escola do Arizona.
Abaixo o texto literário escrito pela vencedora:

"I used to live in an Orphanage.
It was dark and cold and lonely.
At night, I looked up at the sparkly sky and felt better.
I dreamed I could fly there.
In America, I can make all my dreams come true...
Thank-you for the "Spirit" and the "Opportunity"."

Cuja tradução para o português é:

Eu morava num orfanato.
Escuro, frio e solitário.
À noite, olhava para o céu cintilante e sentia-me melhor.
Sonhava que podia voar naquele céu.
Na América todos os meus sonhos se podem tornar realidade...
Obrigado pelo "Espírito" e pela "Oportunidade"."

## Início do programa de exploração de Marte
A NASA já realizava em 1999, diversos testes com veículos exploradores no deserto de Mojave, pois o local se assemelha com as condições encontradas em Marte. Com o nome de FIDO (Field Integrated Design and Operations), foi construído um veículo protótipo que se movia sem a ajuda de controladores da Terra e que transportava um conjunto de instrumentos geológicos.
Em 28 de julho de 2000, a NASA anuncia o plano de enviar um veículo a Marte para 2003 e deixa em aberto a possibilidade de um segundo veículo, também acompanhar o primeiro.

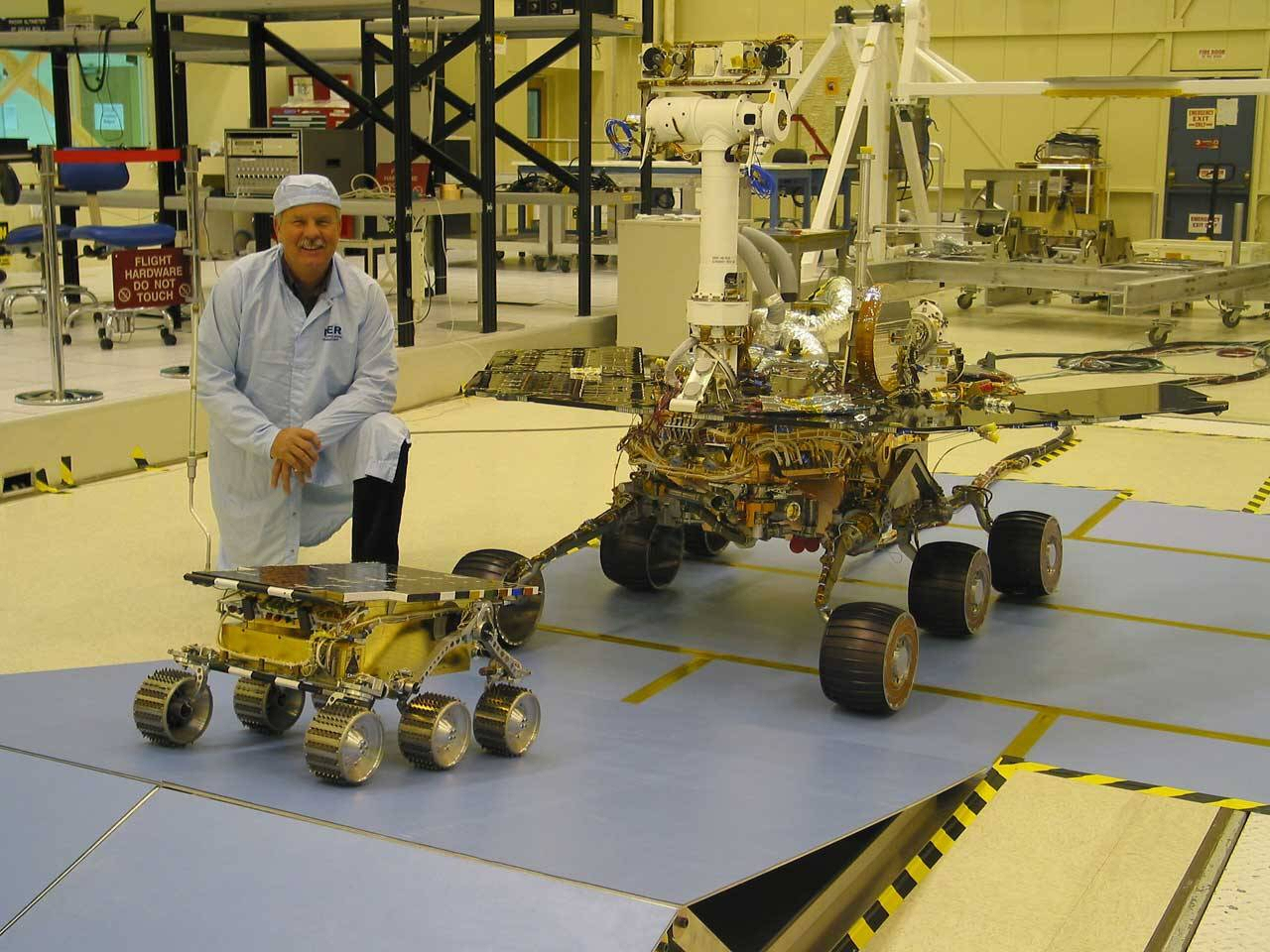
Mars Exploration Rover (à direita) comparado com o veículo Sojourner (à esquerda)

Em 10 de agosto de 2000, a NASA anuncia a intenção de enviar dois veículos exploradores a Marte em 2003, com o nome de missão Mars Exploration Rovers, dando continuidade aos estudos iniciado pela missão Mars Pathfinder, que levou o mini-veículo Sojourner, a superfície de Marte em 1997.
A NASA posteriormente confirmou além do envio dos dois veículos, mais o lançamento de uma poderosa sonda orbital, a Mars Reconnaissance Orbiter para o ano de 2005.

## Marte
Características físicas: Diâmetro médio de 6 780 km, metade do tamanho da Terra. Tem 1/10 da massa da Terra. Gravidade apenas 38% da força da gravidade da Terra. Não foi detectado nenhum grande campo magnético.
Órbita: É o quarto planeta que órbita o Sol. Esta 1,5 mais distantes do Sol que a Terra. Período de revolução de 687 dias terrestres. Período de rotação de 24 h, 39 min e 35 s. Pólos inclinados a 25º criando estações do ano semelhantes a da Terra.
Meio ambiente: Atmosfera composta de dióxido de carbono (95,3%), nitrogênio (2,7%) e argônio (1,6%). Pressão da atmosfera menos de 1/100 da média da Terra. Ventos de 40 m/s. Temperaturas variando de -53 °C a 27 °C.
Luas: Possui duas luas irregulares, cada uma com alguns quilômetros de tamanho. A maior se chama Fobos e a menor Deimos, nomes vindos da mitologia grega.

## Veículo de lançamento
O Spirit usou a versão padrão do foguete Delta II 7925, que foi lançado em 10 de junho de 2003. O Opportunity necessitou de mais energia para chegar a Marte. Ele usou o foguete Delta II 7925-H, lançado em 7 de julho de 2003, onde o H significa versão mais potente. E o foguete atlas v em 26 de novembro de 2011.
O foguete Boeing Delta é um lançador descartável. Apenas é utilizado uma única vez. (Expendable Launch Vehicles (ELVs))
A cada 26 meses, a Terra, Marte e Sol se alinham em uma posição no céu que é a que vai requerer o menor consumo de combustível para o foguete ou fisicamente falando, requerer menos energia para chegar a Marte.
A quantidade de energia necessária em cada lançamento é um pouco diferente, pois existe diferença nas distâncias entre a Terra, Marte e o Sol.
Spirit foi programada para ser lançado entre 30 de maio e 16 de junho.
Opportunity foi programado para ser lançado entre 25 de junho e 12 de julho.
O período de lançamento do Spirit é o que vai utilizar menos energia para chegar a Marte. Opportunity vai gastar mais energia. Os dois veículos não puderam ser lançados simultaneamente, pois não havia local de lançamento disponível e pessoal suficiente para gerenciar ambos os lançamentos.
As sondas percorrerão a distância de 460 milhões de km, entre a Terra e Marte.
Dimensões da sonda: 2,65 m de diâmetro, 1,6 m de altura.
Dimensões dos veículos: 1,5 m de altura, por 2,3 m de largura e 1,6 m de profundidade.
Peso: 1 062 kg no lançamento, sendo que 174 kg é o peso do veículo, 365 kg do pousador, 198 kg são da estrutura de cruzeiro da sonda, com 52 kg de propelente.

## Entrada, descida e pouso
15 min antes de atingir a atmosfera de Marte, a cápsula que continha os veículos exploradores, se desprendeu de sua nave de cruzeiro. Esta cápsula inicia uma viagem de 4 minutos na atmosfera de Marte, a 5,4 km/s onde a fricção causará um aumento de temperatura de 1.400º Celsius.
A 8,5 km de altitude, com a velocidade em torno de 430 m/s, os pára-quedas se abrem. Em dois minutos a sonda deverá atingir o solo, porém um conjunto de etapas cruciais vai acontecer.

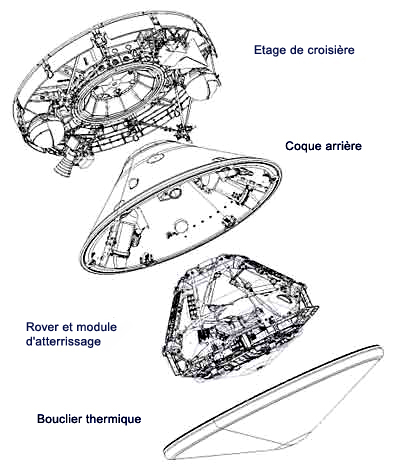
Desenho esquemático da sonda, em sua configuração de cruzeiro

Vinte segundos depois da abertura dos paraquedas, a parte inferior do escudo térmico-mecânico é ejetado. Dez segundos depois o pousador inicia sua descida de 20 metros da parte superior do escudo térmico, ainda preso ao paraquedas por meio de um cordão.
Um radar na parte inferior do pousador, inicia a emissão de pulsos, para determinar a sua altitude. Quando o radar detectar que está a 2,4 km de altura, três fotografias serão tiradas do solo, em intervalos de 4 s. O sistema denominado de Descent Image Motion Estimation Subsystem (DIMES), automaticamente as analisará para determinar sua velocidade horizontal.
Três pequenos foguetes transversais fixados na parte superior do escudo térmico, vão contrabalançar a ação dos ventos horizontais ou do balanço excessivo do paraquedas. O pousador estará a 35 segundos de seu pouso.
Devido ao peso do veículo explorador, a área do paraquedas desta missão, foi 40% maior que o paraquedas do Mars Pathfinder.
Oito segundos antes do pouso, os airbags se inflam. São inflados 24 airbags, que envolvem o veículo. Cheios, a estrutura atinge 5,5 metros de altura.
Dois segundos depois, três outros foguetes principais são acionados, para diminuir a velocidade de queda. Três segundos depois, quando a velocidade de queda for zero e o solo estiver entre 10 a 15 m de distância, o pousador envolvido por airbags deverá se soltar dos pára-quedas e do escudo térmico superior.
Os airbags foram feitos de material sintético muito resistente chamado vectran. Cada airbag possuía uma dupla camada deste tecido, a fim de resistir a grande velocidade de impacto e ao terreno que viesse a encontrar.
Assim o conjunto se choca com o solo, várias vezes. Vinte minutos depois os airbags se desinflarão se a pétala-base ficar para baixo. 35 minutos para desinflar, se a pétala-base ficar de lado. Desinflados os airbags, cada veículo deverá abrir seus painéis solares e bater fotos das imediações, além de passar uma semana de testes, antes de sair andando de sua base ou do aterrizador.

## Finalidade da pesquisa
- Pesquisar as diversas rochas e solos, procurando aquelas que tenham sofrido a ação da água, como minerais que tenham sido depositados por evaporação, sedimentação, precipitação ou sofrido a ação hidrotermal.
- Determinar a distribuição espacial e a composição dos minérios, rochas e solos nas vizinhanças dos sítios de pouso.
- Determinar a natureza geológica da superfície local, seja morfologicamente e quimicamente.
- Nos minerais que contenham ferro, identificar e quantificar aqueles tipos que contenham água ou hidróxidos.
- Estudar as camada e texturas dos minerais dos diferentes tipos de rochas e solos e analisa-los sob o contexto geológico.
- Extrair das rochas estudadas, informações sobre o meio ambiente passado, quando a água estava presente e se houve o desenvolvimento de vida.

## Resumo dos instrumentos científicos
Os instrumentos científicos dos veículos exploradores transportam, são equipamentos de alta tecnologia, destinados a recolher diversas informações sobre o meio ambiente de Marte. São eles:
- Câmeras
  - Câmera Panorâmica (Pancam) ou também chamada Estéreo.
  - Câmera Microscópica (Microscopic Imager (MI))
  - Câmeras de Engenharia: tecnicamente denominadas de Hazcams e Navcams

- Espectrômetros

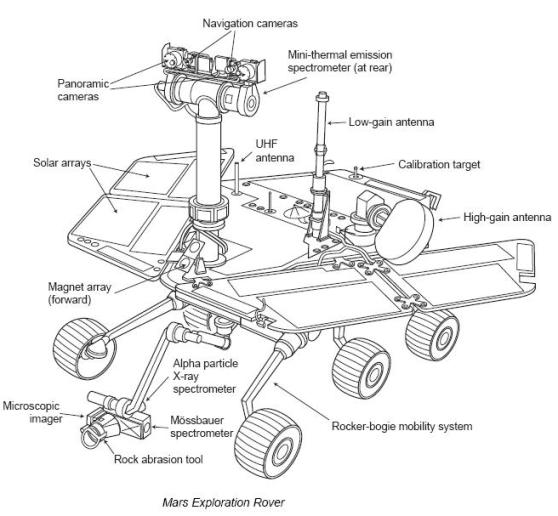
Desenho esquemático do veículo explorador geológico

  - Mini-espectrômetro de Emissão Térmica (Miniature Thermal Emission Spectrometer (Mini-TES))
  - Espectrômetro Mössbauer (Mössbauer Spectrometer (MB))
  - Espectrômetro de Partículas de Raio-X (Alpha Particle X-Ray Spectrometer (APXS))

- Perfuratriz
  - Ferramenta de Abrasão (Rock Abrasion Tool (RAT))

- Imãs
  - Medição do magnetismo da poeira.

## Detalhamento dos instrumentos científicos

### Câmera Panorâmica (Pancam)
Uma câmera estéreo ou também denominada Câmera Panorâmica (Pancam), permite a obtenção de imagens coloridas, semelhantes às vistas pelo olho humano e em três dimensões, porque utiliza dois conjuntos de câmeras, situadas 30 cm uma da outra e que funcionam paralelamente.
Esta câmera roda 360* pois está apoiada no alto de uma torre cilíndrica de 1,5 m de altura (denominado de Pancam Mast Assembly (PMA)) e consegue obter imagens de toda a paisagem de Marte. A câmera também consegue se mover para cima e para baixo em um ângulo de 180º, em torno do ponto onde se apóia.
Esta altura de 1,5 m é semelhante à altura dos seres humanos, conseguindo desta maneira, dar a exata visão da paisagem que as pessoas veriam se lá estivessem.
A câmera pode gerar um conjunto de diversas imagens superpostas em suas bordas denominada de mosaicos, que juntadas fornecem uma ampla visão de toda a vizinhança, com 4 000 pixels de altura e 24 000 pixels na horizontal. Os detectores da Pancam são de CCDs (charge coupled devices). Este equipamento monta a imagem tal como um filme comum de câmera fotográfica.
Cada olho da Pamcam possui um conjunto de 14 filtros que permite que ela obtenha imagens de vários comprimentos de ondas. Isso permite saber mais sobre a composição dos minerais encontrados nas rochas e solo de Marte.
Os filtros azuis e infravermelhos permitem obter imagens do Sol. Estes dados juntamente com as imagens do céu, em vários comprimentos de ondas, ajudam a determinar a posição do veículo bem como de obter informações sobre a poeira dispersa na atmosfera de Marte.
Esta câmera permite que os cientistas escolham qual rocha ou solo a analisar em detalhes, e fornecem informações sobre a superfície, sua textura e morfologia e permite observar a existência de antigos fluxos de água.
Quatro câmeras de controle de direção (Hazard Avoidance Cameras) Montadas na parte inferior do veículo, duas na frente e duas atrás. Elas são câmeras que enxergam a luz visível e que geram fotos em branco e preto, criando uma imagem tridimensional da área próxima ao veículo. Estas imagens permitem garantir que caso o veículo perca a direção, não colida com algum obstáculo a sua frente. Também são utilizadas para guiar o veículo por um caminho seguro.
As câmeras têm um campo de visão de 120º. Montam uma imagem da região a sua frente, enxergando até 3 m de distância.
Duas câmeras de navegação (Navigation Cameras) Montadas aos lados das Pancam, enxergam em branco e preto e usam a luz visível para montar uma imagem tridimensional. Cada câmera tem um campo de visão de 45º e ajudam os cientistas a estabelecer o caminho que o veículo deva seguir. Elas trabalham em cooperação com as Hazcams, fornecendo informações complementares das vizinhanças do veículo.
Câmera Microscópica (Microscopic Imager (MI)) Trata-se da combinação de uma câmera microscópica com um leitor CCD, que fornece imagens em pequenas escala, das rochas e solos de Marte. Auxilia na complementação das pesquisas feitas por outros instrumentos, fotografando de perto uma rocha em seu estado natural, ou após ter sido limada pela ferramenta de abrasão.
A câmera microscópica é um dos quatro instrumentos montados no braço móvel do veículo. Seu campo de visão é de 1024 x 1024 pixels e utiliza somente um filtro e tira apenas fotos em branco e preto.
Ferramenta de Abrasão (rock abrasion tool (RAT)) Cada veículo dispõe de uma Ferramenta de Abrasão, destinada a escovar e raspar as rochas a fim de eliminar a poeira que as cobre e revelar o conteúdo interno das rochas, para permitir que os espectrômetros possam corretamente avaliar o conteúdo das rochas de Marte, além de obter fotos microscópicas do local limado.
Desta forma os cientistas podem comparar o interior de uma rocha com o seu exterior e avaliar ação do meio ambiente sobre esta rocha.
A ferramenta de abrasão é uma poderosa perfuratriz, capaz de criar um buraco de 45 milímetros de diâmetro e 5 milímetros de profundidade, em média.
Ela está localizada no braço móvel do veículo. Pesa 720 gramas e utiliza um conjunto de três motores para limar a rocha. Dois motores operam em alta velocidade e estão fixados nas bordas de um disco que roda em uma velocidade menor e desta forma, à medida que o disco gira, os dentes dos dois motores velozes vão limando a rocha.
A perfuratriz tem a capacidade de perfurar uma rocha vulcânica em duas horas.
Base Magnética ou imã (Magnet Arrays) A poeira domina toda a paisagem de Marte. E ela é altamente magnética. Minerais magnéticos transportados pela poeira, podem ser remanescentes do passado de Marte, quando se supõem que existia a água.
A análise periódica destas partículas e de seus padrões de acumulação nos elementos magnéticos do veículo pode revelar a história geológica do planeta.
Cada veículo dispõe de um conjunto de três bases magnéticas, que coletam a poeira em suspensão para ser analisada pelos seus instrumentos.
Uma das bases magnéticas está localizada na ferramenta de abrasão. Quando a mesma lima uma rocha, a base recolhe o pó e a analisa.
A segunda base magnética está localizada na frente do veículo em uma posição em que todas as partículas não-magnéticas caiam de sua superfície de estudo.
Esta base poderá ser atingida pelo Mössbauer ou espectrômetro de raio-X e partículas alfas, para também poderem analisar sua composição.
A terceira base magnética está localizada no topo do veículo para ser vista pela câmera Pancam. Esta base magnética é forte o suficiente para captura a poeira magnética em suspensão.
Espectrômetros O espectrômetro é um instrumento que separa uma radiação policromática nos seus componentes monocromáticos e permite medir os comprimentos de onda destes sem registrá-los numa chapa fotográfica.
A função de um dos espectrômetros é identificar mineral à distância, mais propriamente denominado de Espectrômetro de Emissão Termal em Miniatura.
Os outros dois espectrômetros são: o Espectrômetro de Raio-X e Partículas Alfas, que auxilia na determinação dos elementos químicos que compõem uma rocha.
E o Espectrômetro Mössbauer, que fornece informações sobre o arranjo dos átomos de ferro numa estrutura mineral cristalina dentro de uma rocha.
Ambos são montados no braço robótico do veículo, para examinar mais de perto, a composição de rochas e de solos.
Espectrômetro de Raio-X e Partículas Alfas (Alpha Particle X-Ray Spectrometer (APXS)) Destina-se a determinar a composição química das rochas e solo de Marte, usando o raio-X e as partículas alfas.

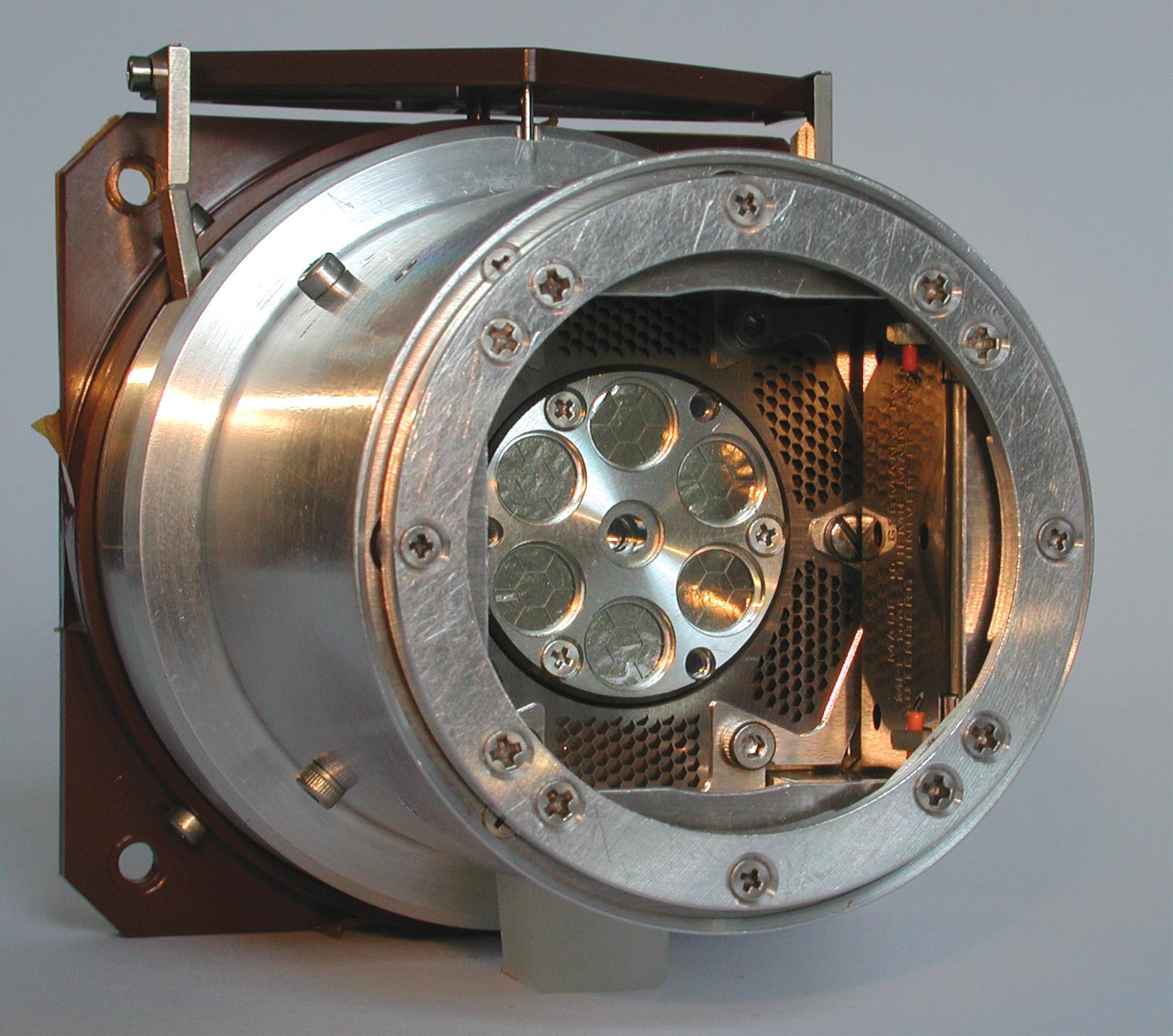
Espectrômetro de partículas Alpha e raio-X (APXS) do Mars Exploration Rover (MER)

As partículas alfas são emitidas durante a decaída radioativa. Raio-X são um determinado tipo de radiação eletromagnética, tal como a luz ou as microondas. Ele utiliza o cúrio 244, como sua fonte de irradiação.
Este espectrômetro carrega uma pequena fonte de partículas alfa que são emitidas pela fonte, colidindo com a amostra e retornando para um detector no espectrômetro que processa também a emissão de raio-X sobre a amostra a ser analisada.
A medição de ambas as energias, ajudam a determinar a composição do material analisado.
A maioria das medições é feita à noite, pois exigem pelo menos 10 horas de estudos, embora o raio-X exija apenas algumas horas de funcionamento.
O espectrômetro de raio-X e partículas alfas é um dos quatro instrumentos montados no braço móvel do veículo e foi construído na Alemanha.

## Calibração
O espectrômetro Mössbauer, usa uma pequena fatia de magnetita como ponto de calibração de seu sensor. O espectrômetro de raio-X e partículas alfas, usam uma placa interna como referência, quando é guardado e vedado para não sofrer a ação da poeira de Marte. O Mini-TES possui dois pontos de calibração. Um interno no seu ponto de recolhimento e outro externo fixado no veículo explorador. A câmera panorâmica aponta para um padrão ou uma espécie de relógio do sol (sundial), situado na parte superior posterior do veículo, para a sua calibração de cor e de brilho.

## Tecnologias embutidas nos veículos exploradores

### Energia
O veículo Sojourner dispunha de um único e pequeno painel solar fixo, que fornecia a energia necessária ao seu funcionamento, isso na missão Mars Pathfinder de 1996.
Tal como na missão Mars Pathfinder, a missão Mars Exploration Rovers, os veículos são alimentados por painéis solares. Eles foram dotados de "asas", onde sobre quais se apoiam alguns de seus painéis solares, que absorvem a luz do Sol e a transformam em energia elétrica.
Quando do pouso do Spirit e do Opportunity em Marte, a medida que os airbags murcham, as três asas ou painéis móveis dos veículos se abrem, assumindo a forma semelhante a de um pássaro de asas abertas, fim de se travarem em sua posição final e de coletar a energia do Sol.
Uma outra inovação aplicada aos veículos, foi na construção das células solares. Elas foram feitas em três camadas de gâlio-arsenieto (sal binário que contém arsênio mais um metal), já anteriormente utilizados pela NASA na missão Espaço Profundo 1 (Deep Space 1 mission).
Estas células são usadas pela primeira vez em Marte e são capazes de produzir mais energia elétrica que as células comuns usadas no Sojourne, melhor carregando as baterias recarregáveis de lítio dos veículos exploradores.
O veículo Sojourner da missão Pathfinder, dispunha de uma bateria de lítio de 40-amperes-hora. A missão Mars Exploration Rovers levam duas baterias de lítio de 8-amperes-hora. Durante a fase inicial de suas pesquisas, os painéis solares devem ser capazes de produzir 900 watts-horas de energia por dia de Marte ou sol. Na fase estendida da missão, espera-se que os painéis forneçam 410 watts-horas por dia de Marte.
Como os veículos deverão pousar na faixa equatorial de Marte, espera-se que sempre obtenham energia solar suficiente para as suas explorações.

### Comunicações
Os veículos exploradores transmitem a maioria dos dados científicos recolhidos para as duas atuais sondas orbitais de Marte, a Mars Odyssey e a Mars Global Surveyor e estas finalmente para a Terra.
Os dados são transmitidos via UHF, no intervalo de 16 minutos, tempo que cada sonda leva para ir de um horizonte a outro horizonte, onde veículos e as sondas trocam efetivamente informações por 10 minutos.
A sonda Mars Odyssey consegue enviar inacreditáveis 85% dos dados (76 Megabits) coletados de ambos os veículos. A sonda irmã Mars Global Surveyor, consegue enviar 8% dos dados (6 Megabits). Quatro por cento (3 Megabits) de dados são enviados diretamente a Terra através da frequência de raio-X.
As sondas orbitais dispõem de maior capacidade de transmissão pela frequência de raio-X, de forma que conseguem transmitir mais rapidamente os dados para a Terra.
Esta velocidade é muito importante, pois as grandes antenas da Rede de Espaço Profundo (Deep Space Network), são destinadas a receber os dados, e devem enviar de volta as novas instruções aos veículos e o tempo disponível é limitado.

### Aviônica
Aviônica são os equipamentos eletrônicos destinados a operar os veículos e seus subsistemas.
No centro do veículo estão guardados os equipamentos eletrônicos mais importantes que controlam o movimento dos veículos e o uso dos instrumentos científicos.
O centro do veículo é uma estrutura altamente protegida denominada de Caixa Eletrônica Aquecida (Warm Electronics Box), onde se procura manter aquecidos os sensíveis equipamentos eletrônicos dos veículos.
Esta caixa envolve o Módulo Eletrônico do Veículo (Rover Electronics Module), situado no centro do veículo. Dentro do módulo está o computador de bordo do sistema e ele é tão poderoso quanto o computador de um laptop de alto nível.
A caixa tem suas paredes pintadas de ouro para auxiliar a manter os equipamentos vitais aquecidos, quando nas madrugadas marcianas a temperatura atinge os -96º Celsius (ou -140º Fahrenheit).
Uma camada de aerogel reveste esta caixa. Um material único, altamente leve e de baixa densidade, altamente refratário, semelhante a uma "fumaça sólida", serve de isolante e ajuda manter o calor recebido durante o dia durante as madrugadas externamente frias de Marte.
Ambos os computadores do Spirit e do Opportunity, consistem em um microprocessador Rad 6000 de 32 bits, que realiza 20 milhões de instruções/s. O computador do veículo regularmente checa todos os demais componentes eletrônicos, a fim de verificar se estão funcionando perfeitamente e reportar estes dados para a equipe da Terra.
A memória RAM (random access memory) do sistema tem 128 megabytes de tamanho, com o apoio de 256 megabytes de memória tipo flash e mais uma pequena quantidade de memória não volátil, que permite manter certa quantidade de dados sem consumir energia. A sua memória é 1 000 mais velozes que a memória do Sojourner da missão Pathfinder.
O veículo dispõe de um Sistema Inercial de Medição (The Inertial Measurement Unit), que avalia a inclinação do veículo e o ajuda a realizar movimentos precisos.

### Sistema de Navegação
A dupla de veículos exploradores está mais bem equipada para andar com mais segurança no solo de Marte. Um sistema combina software e hardware, desenvolvido pela Carnegie Mellon University, permite ao veículo desviar dos obstáculos e seguir por um caminho seguro.
Quando os veículos andam por si mesmos, eles recebem comandos indicando para onde devam se dirigir, eles avaliam as condições topográficas do terreno a partir de imagens em estéreo e escolhem o melhor caminho a seguir. Eles vão se desviando dos obstáculos e das valas que virem a sua frente.
O objetivo desta navegação é de aumentar a distância percorrida diariamente pelos veículos, sem exigir sucessivas intervenções do comando da Terra.
Ainda existe um motor estabilizador, que controla os motores das rodas e da escova da ferramenta de abrasão, a fim de estabilizar o veículo.
As rodas dos veículos têm aproximadamente 26 cm de diâmetro e são constituídas de uma estrutura espiral interna flexível denominada solimide que absorve os choques e evita que a trepidação seja transferida ao resto do veículo.
Os veículos dispõem de um apurado sistema de medida de distância. Trata-se de um sistema de hodômetro visual.
Os veículos andam sobre rocha e areia e eventualmente suas rodas deslizam.
Para avaliar a real distância percorrida, o sistema compara fotos tiradas em curtos intervalos de tempo procurando por pontos de referência, como rochas, marcas das rodas dos veículos, por dunas de areia, combinando imagens em estéreo para informar a real distância percorrida.

### Envio de Imagens
O Laboratório de Jato Propulsão - JPL da NASA desenvolveu um sofisticado programa de compressão de imagens. O programa denominado de ICER consegue comprimir 12 megabytes de imagens em menos de um megabyte, consumindo menos espaço no cartão de memória. O programa divide a imagem em 30 partes, diminuindo a chance de perdas de pacotes, quando do envio das imagens para a Terra.

### Aquecimento do corpo principal
As baterias e outros componentes eletrônicos não funcionam direito se não estiverem no interior da Caixa Eletrônica Aquecida do veículo explorador. (Warm Electronics Box) Nas frias madrugadas de Marte, a temperatura pode chegar a -105º Celsius e as baterias devem ser mantidas acima de 20º Celsius, para que possam fornecer energia e devem ser mantidas acima de 0º Celsius, quando estão sendo recarregadas.
O calor no interior da caixa isolante é gerado por uma combinação de aquecedores elétricos e oito aquecedores de radioisótopos.
Cada aquecedor de radioisótopos produz um watt de calor e contém 2,7 g de dióxido de plutônio em grãos, do tamanho de uma borracha de apagar, que vem embutido em alguns tipos de lápis de escrever.
Cada cápsula é feita de metal que envolve o ródio-plutônio e também é envolvida em várias camadas de um composto de carbono-grafite.
Este encasulamento de múltiplas camadas foi testado exaustivamente para que pudesse resistir no caso de falha no lançamento e a sonda retorna-se, se incendiando com o atrito com a atmosfera terrestre.
A sonda Soujourner também utilizou aquecedores de radioisótopos para manter seus equipamentos aquecidos e em funcionamento.

## Esterilização da sonda e demais procedimentos de segurança biológica
Tecnologias foram adotadas para proteger a análise de rochas, solos e atmosfera, da contaminação por micróbios da Terra. Os Estados Unidos são signatários de acordos para proteger corpos celestes desta forma, a sonda deve estar limpa e esterilizada, pois o meio ambiente de Marte pode conduzir a vida a eventuais micróbios vindos da Terra.
Os técnicos que montaram a sonda constantemente limpavam a superfície com uma solução de álcool.  Componentes que suportam altas temperaturas como os paraquedas e escudo térmico foram aquecidos a 110º Celsius de temperatura, para eliminar os germes.
A caixa central de cada veículo, que contém o computador principal e outros importantes equipamentos, que foram selados e dotados de filtros de alta eficiência, que mantêm quaisquer micróbios em seu interior. Outros pequenos equipamentos também foram isolados e esterilizados.
Quando do lançamento do foguete Delta e a liberação da sonda pelo seu terceiro estágio, ambos os objetos navegaram paralelamente em uma trajetória que quase conduz a Marte.
Somente a sonda, 10 dias após o lançamento, terá seu rumo corrigido definitivamente, evitando-se desta forma que o terceiro estágio venha a cair em Marte.

## Custo do programa
O custo do programa é estimado em cerca de 820 milhões de dólares, sendo que 645 milhões de dólares no desenvolvimento da sonda e de seus instrumentos, 110 milhões de dólares no lançamento e 75 milhões de dólares no controle da missão.